# Ikon (группа, Австралия)
Ikon — австралийская готическая группа.

## История

### Ранний период
Под влиянием таких групп, как Joy Division, Death in June и New Order Крис МакКартер (гитара, вокал, клавишные) и Дино Молинаро (бас), будучи учениками средней школы в Мельбурне, создали в 1988 году группу Death in the Dark. Позже к ним присоединился барабанщик Сандро М. и Майкл Карродус в качестве вокалиста. Друзья научились играть на инструментах, подражая своим кумирам, написали несколько песен (впоследствии перезаписанных и вошедших на разные компиляции) и иногда исполняли их на концертах, но в основном репертуар составляли песни и кавер-версии на Joy Division, The Cure и другие известные пост-панк коллективы. В 1991 году Сандро был разжалован и его место занял знакомый Криса, барабанщик Морис Молелла, тем самым завершив состав. Группа была переименована в Ikon. За прошедшие четыре года было написано много новых песен, которые могли реализоваться с новым составом.
В 1992 году группа отправилась на свою первую сессию в студию Frontline sound. С этой сессии был выпущен дебютный сингл Why, а полностью она была издана в 2007 году на компиляции As Time Goes By. После неудачной попытки записи дебютного альбома в 1993 году группу покинул Морис, и ребятам пришлось работать с драм-машиной. Это не было добровольным шагом, к тому же Майкл всегда настаивал на живых ударных, но, тем не менее, в июле Ikon отправились в Studio 52, чтобы записать для компиляции NU music sampler медленную композицию «Dreaming». Она и несколько других старых песен в переработанном варианте вышли в следующем году на мини-альбоме The Echoes of silence EP, оказавшимся для Ikon первым крупным успехом.
В том же году был заключен контракт с немецким лейблом Apollyon на выпуск пластинок в Германии. Пришла идея оставить неизданный материал и записать что-нибудь новое. Группа погрузилась в электронное дарквейв-звучание с плотной гитарой и тяжёлой драм-машиной. Результатом полугодовой работы явился дебютный альбом In the Shadow of the Angel обеспечивший группе надёжное место на готической сцене Мельбурна. Концерты содержали в основном новый материал, включая The Echoes of Silence и иногда дополнялись старыми песнями в новой обработке. Ритм-секция не содержала импровизаций, так как программировавший драм-машину Крис играл на гитаре, вследствие этого группа придерживалась студийного звучания. Часто клавишные и «чистая» гитара на концертах заменялись второй партией основной гитары, которую играл Майкл.
26 ноября 1994 года Ikon приняли участие на фестивале в честь австралийского дня музыки. Концерт начался не очень удачно — аппаратура дала сбой на первой песне, и музыкантам пришлось начинать сначала. Концерт транслировался по радио Exposure и был издан в 1995 году как бутлег магазином тёмной музыки Dark angel. Как отмечали критики, «Ikon — безусловно одна из тех групп, которые нужно увидеть вживую, так как они становятся всё сильнее и сильнее.»
В том же 1995 году Ikon выпустили Condemnation EP с короткой радиоверсией их популярной песни, трибьют для Joy Division — сингл In a Lonely Place (единственная запись группы в танцевальной транс-обработке) и ретроспективный альбом A Moment in Time, посвящённый началу творческого пути. В альбом вошли несколько песен с первой студийной сессии, различный перезаписанный материал («Why», «So Far Away» и др.), а также самые первые песни группы, которые до этого не были записаны. Пластинка включала только две по-настоящему новые песни, отличающиеся меж тем от песен с дебютного альбома большим уклоном в пост-панковое звучание.
После первой волны успеха было решено выпускать следующий альбом. До конца года группа работала над новым звучанием и песнями, и в марте 1996 был выпущен сингл Life Without End, который радикально отличался от предыдущих работ коллектива. Звучание стало больше напоминать синт-готик, ритм-секция усложнилась, большую роль стали играть клавишные и соло-гитара. В репертуаре группы появились драматические боевики, длинные депрессивные номера и лирические баллады, в которых практически весь звук обеспечивали синтезаторы и аранжировки. Последовавший альбом Flowers for the Gathering оказался сильным, оригинальным и ярким, довольно различным по наполнению. Своеобразной «фишкой» альбома стали сложные партии ударных, где бочка и тарелки шли почти независимо друг от друга. Во многих песнях использован приём отставания тарелок от ритма на 1/16 четырёхдольного такта, это придавало особое разгармонированное звучание.
Это первый альбом группы, выпущенный в Америке. Также в Америке были переизданы две предыдущие крупные работы группы — In the Shadow of the Angel и A Moment in Time. Однако дальнейшей раскрутке альбома на концертах и выпуску синглов помешала депрессия Криса из-за затянувшейся болезни и общая напряжённая атмосфера в группе. Концертная деятельность была приостановлена, была сыграна лишь пара концертов в Мельбурне и Сиднее (в которых, меж тем, слабо фигурировал новый материал), о группе стали забывать, и это не понравилось Майклу и Дино, которые покинули группу в следующем году и создали свой новый проект — Chiron.
Майкл Карродус (Алиани):

Я покинул Ikon, потому как уже не чувствовал, что мы — одна группа. Я думал, что после выхода «Flowers for the Gathering» мы должны были сделать очень много, но мы, по правде, ничего не делали. Достигнув определённого уровня, мы вдруг просто остановились. У меня были большие планы в Ikon, и они не реализовались. Я думал, мы должны были дать множество концертов, но ничего этого не было. На личном уровне — Крис и я отдалялись друг от друга, и мне пришло время покинуть группу и проявить свою музыкальную энергию в другом месте. Я не поддерживаю никаких контактов с Крисом. Дино фактически покинул Ikon в прошлом году из-за жанровых разногласий.— Chiron interview, Dark velvet; 1999г.
В 1997 году Майкл официально покинул Ikon. В группе постоянным участником остался только Крис. На грани распада была выпущена «посмертная», как тогда казалось, компиляция The Final Experience, на которую в хронологическом порядке вошли демозаписи и альтернативные обработки известных песен периода 1992—1996 гг.

### Переходный период
После ухода Майкла Крис долгое время не решался занять место у микрофона. До этого он изредка участвовал в записях, как бэк-вокалист и спел пару песен полностью, но на концертах они не исполнялись. В 1998 году группа снова подала признаки жизни, выпустив сингл Subversion. Сингл вышел в двух вариантах, а заглавная меланхоличная песня впоследствии переписывалась много раз и исполнялась в разных вариациях.
Критики удостоили новый материал положительными оценками, как и последующий альбом This quiet Earth. Альбом создавался в тяжёлых условиях, почти все партии клавишных и гитар играл Крис. Тем не менее, к созданию материала в той или иной мере приложили участие многие знакомые и родственники Криса. Песня «In faith» — была написана его сестрой Сьюзи МакКартер, «Ghost in my head» — фотографом группы Девидом Стерри (также участник другой австралийской группы Real life), а «Temple of light» немецким поэтом Гансом Старке, его стихотворение «Die stille Erd», зачитанное под мрачные шумы, является заглавным треком альбома. Группа окончательно ушла в синт-готик, только две песни с альбома можно охарактеризовать, как дарквейв или готик-рок. Звучание стало холоднее и меланхоличнее, но меж тем ушло от тяжёлой депрессии творчества раннего периода, добавилось больше аранжировок и разнообразных партий инструментов. В поддержку альбома был выпущен мини-альбом Ghost in my head.
После успеха This quiet Earth Крис снова занялся выпуском старого материала. Чтобы обратить внимание новых слушателей на историю группы и ранние записи, в 1999 году вышла двойная компиляция Dawn of the ikonoclast. На первый диск вошли ремиксы и обработки синглов и би-садов 1992—1996 гг., раритетный материал и песня «No order» — последняя песня Майкла для Ikon. На второй диск вошли песни, написанные ещё в самом начале творческого пути, почти все они никогда не исполнялись и никуда не входили. В этом же году группа обзавелась новым постоянным составом. Были найдены второй гитарист — Энтони Гриффитс, басист Валериос Калокеринос и ударник Девид Бёрнс. С этим составом группа перезаписала один из своих первых хитов — «Reality is lost», выпустив эту песню на одноимённом сингле. Некоторые би-сайды с него говорили о возвращении группы к рок-звучанию. Также был выпущен малопопулярный внеальбомный сингл Lifeless.
В 2000 году Ikon приступили к записи нового альбома, планировалось возвращение к концертной деятельности. Вернулся Дино Молинаро, и с августа по ноябрь группа провела в студии. Был выпущен сингл The shallow sea, в котором снова принял участие Ганс Старке. Живые ударные, плотный гитарный звук и второстепенная роль клавишных вернули группу к изначальному звучанию готик-рока и дарквейва. Но вышедший в следующем году альбом On the edge of forever не был воспринят однозначно. Поклонники предыдущего альбома были разочарованы новым стилем, где гитары вытеснили синтезатор на периферию, а эксперименты с драм-машиной уступили место стандартному ритму барабанной установки. По версии критиков RGP On the edge of forever занял пятое место в номинации «альбом-разочарование 2001 года». Многие заметили некоторое сходство по звучанию с новым альбомом Clan of Xymox Notes from the underground и обвинили Ikon в плагиате, что Крис отрицал и заявлял, что эту группу до этого вообще не слышал. Однако публикой, ещё не знакомой с творчеством коллектива или знакомой с ранними работами, альбом был воспринят более тепло, был намечен первый в истории группы международный тур по Европе. Ikon выступали на одной площадке с The sisters of mercy, HIM, Soft cell, Death in June, The mission, посетили фестиваль Eurorock в Бельгии, а также сыграли множество концертов в Германии, Англии, Голландии и Дании. По возвращении из тура концертная программа была продолжена и в Австралии. Затем музыканты выпустили синглы Blue snow, red rain (2001) и Afterlife (2002), одна из версий которого содержала две песни сайд-проекта Энтони Гриффитса The redresser.
2001 год стал переломным в судьбе Ikon. О коллективе узнали по всей Австралии и Европе, за два года было отыграно почти столько же концертов, сколько за всю первую половину 90-х. В 2002 году группа снова вернулась в Европу и участвовала в фестивале M’era Luna в Хильдесхейме, Германия. Завершила первую волну невероятного успеха компиляция From angels to ashes с перезаписанными хитами и синглами 1994—2003 гг. и недавно записанным материалом. В том же 2003 году вышел трибьют для Joy division — сингл Ceremony, в качестве би-сайда была песня «In a lonely place» в новой обработке. В честь выхода компиляции был дан ещё один тур по Европе, и Ikon посетили крупнейший европейский готический фестиваль Wave gotik treffen, проходивший в Лейпциге, Германия.

### Период расцвета
В 2001 году параллельно с европейским туром и выпуском новых пластинок музыканты приступили к записи нового альбома. Название альбома было сразу определено, и к маю 2002 года было готово уже 18 песен, некоторые из которых постепенно пополняли концертную программу на протяжении трёх лет до релиза. Также в концертную программу входили песни The redresser. В 2002-м и 2003-м году было выпущено два бутлега. Бутлег Black Friday, записанный в пятницу 13-е в клубе Blackout (Рим), должен был стать видеоконцертом, но из-за проблем с электричеством запись не состоялась, а концерт был прерван.
Но середина 2003 года встретила группу некоторыми проблемами. Был расторгнут контракт с Apollyon, а Девид Бёрнс и Энтони Гриффитс покинули группу для участия в своём проекте The redresser. Место Энтони занял Клиффорд Эннис из Subterfuge, а ударную установку снова пришлось заменить драм-машине. Из почти готового альбома пришлось удалять партии ударных и записывать новые семплы. В марте 2004 года вышел промежуточный мини-альбомом Psychic vampire, самый большой коммерческий прорыв за всю историю группы. Довольно сильная для мини-альбома работа получила высокие оценки и положительные отзывы критиков от таких влиятельных журналов, как Zillo и Orkus. Psychic vampire от On the edge of forever отличался более электронным, разнообразным и жёстким звучанием. Драм-машина смотрится здесь выгоднее, чем живые ударные, лёгкие и ненавязчивые аранжировки, которые временами не получается уловить отдельно от общей гармонии, легко уживаются с агрессивной гитарой в припевах и проигрышах.
F.R.:

Музыкально Ikon во главе с Крисом МакКартером придерживаются корней традиционного готик-рока, который они, стараясь придать ему меланхолическую ноту, иногда переводят в область нео-фолк. Таким образом, большая часть вещей ставит мрачность и мечтательность жанра во главу угла. Пилящие гитарные риффы, плотные басовые партии, громыхающий драм-компьютер и внушительный голос МакКартера придают «Psychic vampire» ещё более готик-роковое звучание, но не оставляя при этом ощущения архаичности, а, скорее, вновь подчеркивая истинную любовь к готик-року.— Zillo, Psychic vampire; 2005
К EP, как приложение, был выпущен одноимённый сингл с несколькими ремиксами и записями выступлений. Также вышел сингл I never wanted you с ещё несколькими песнями в стиле мини-альбома.
В том же году наконец вышел новый альбом группы Destroying the world to save it. От предыдущего материала его отличал уклон в готик-метал, звук стал тяжелее и агрессивнее, что особенно заметно на первых песнях. Содержание песен стало классическим для готического жанра — религиозным. Мрачная нигилистичная атмосфера напоминает In the shadow of the angel, а гитарные эксперименты предыдущий мини-альбом. Структура песен нестандартная, часто драм-машина исполняет различные партии ударных, присутствуют медленные и быстрые вставки, куплеты и припевы могут исполняться с разным слогом или мелодией. Альбом не лишён экспериментов — полуакустическая «God has fallen from the sky», «Slaughter» с восточным звучанием и народными напевами, «Ashes of blue» — женский вокал Луизы Джон-Кролл и романтичная лёгкая атмосфера, выбивающаяся из общей боевой колеи. Песни «Without shadows» и «Path of the unknown» были записаны ещё в 1996 году в совершенно другом виде. В записи приняло участие большое количество вокалистов, среди них Луиза Джон-Кролл, Девид Форман (Tankt), Роберто Месаглиа и другие.
У Destroying the World to Save It и Psychic Vampire была мощная коммерческая поддержка, в честь выхода обеих пластинок были даны обширные европейско-австралийские гастроли, начавшиеся в Австралии в мае 2004-го выходом Psychic Vampire и завершившиеся там же в июне 2006-го. К Destroying the World to Save It было выпущено два сингла — Rome (2005) и Without Shadows (2008), состоявшие из демо-материала, не вошедшего на альбом, но схожей стилистики, и ремиксов. Without shadows планировалось выпустить в 2005-м, был даже снят клип на песню, но из-за задержек его монтирования, релиз был отложен на неопределённый срок. В 2006 году релиз был объявлен на конец мая, но состоялся только в апреле 2008-го. Все 50 копий сингла были быстро распроданы через веб-сайт группы. Также в 2005 году Ikon и знаменитая немецкая группа The House of Usher выпустили совместный сингл Sanctuary, содержащий помимо трёх песен готический рассказ «Святилище».
В начале 2006 года произошла очередная смена состава — Клиффорд ушёл из группы и из музыки в целом. Музыканты вновь принялись за поиски. К счастью, замену не пришлось искать долго — через месяц к группе присоединился Энтони Корниш из группы The Revenant — старый друг коллектива, выступавший с ними на нескольких европейских концертах.
В 2007 году Ikon снова обратились к своему раннему творчеству и издали две компиляции — The Burden of Hisory и As Time Goes By. На первую вошли все синглы группы за весь период существования кроме электронной версии «In a Lonely Place» и лучшие би-сайды к ним. «Subversion» в 1998-м не была издана в оригинальном варианте, оба сингла включали разные версии, на компиляцию оригинальная версия вошла в перезаписанном варианте. Также на компиляцию попала «Without Shadows», датированная 2007 годом. Вторая компиляция — издание самой первой студийной сессии Ikon далёкого 1992 года, дополненное несколькии записями с концерта 1 января 1992. Был дан европейский тур, группа впервые побывала в Швейцарии, Польше, Венгрии и Австрии. Крису наконец удалось пробудить интерес новых поклонников к старым песням, которые стали часто исполняться на концертах.

### Настоящее время
Ещё в 2006 году Ikon начали записывать новые песни для будущего альбома с рабочим названием Friends of the Dead, был выпущен промодиск, и в самом конце 2007 года увидел свет первый мини-альбом с новым материалом — League of Nations. Песни сохраняли рок-звучание, но по светлой и лёгкой атмосфере был ближе к This Quiet Earth. Четыре новые песни отражали стабильность группы своим гармоничным и спокойным звучанием. В следующем году вышел второй мини-альбом Amongst the Runes с более разнообразным наполнением, по звучанию и атмосфере больше напоминающий On the Edge of Forever. В этом году было дано всего три концерта, после чего концертная деятельность была остановлена на целый год. Планировался тур по Великобритании, но Дино сломал палец, и тур пришлось отменить. С другой стороны, работе над альбомом было уделено больше времени.
В 2009 году альбом вышел под названием Love, Hate and Sorrow. Его отличает более мейнстримовое звучание, чем на предыдущих альбомах и разнообразие гитарных аранжировок. К сожалению, материал получился несколько однообразным, но это не повлияло на его успех во многих странах, включая Россию. Песня «A Line on a Dark Day», посвящённая трагическим событиям 11 сентября 2001 стала абсолютным хитом, она заняла второе место в номинации «Лучшая песня 2008» по версии Black Magazine.
В честь альбома было устроено годовое турне по Европе и Австралии.
В 2010 году в Ikon вернулись Клиффорд Эннис и Девид Бёрнс, тур в поддержку альбома завершился с их участием несколькими концертами в Мельбурне вместе с HIM и Christian Death. Ikon выпускают DVD-сингл A Line on a Dark Day, содержащий помимо записи выступлений и нескольких альтернативных версий известных песен первый официальный видеоклип, начинается работа и над вторым клипом на песню «Torn Apart». В этом же году выходят сингл Driftwood и множество интернет-компиляций, в том числе Friends of the Dead, включающая демозаписи песен 2006 года. В начале 2011 года вышел клип «Torn Apart» и одноимённый сингл, состоящий из двух дисков. Ремиксы на заглавную композицию делали многие известные австралийские и европейские диджеи и коллективы, с одним из которых — Victim’s Ball Ikon выпустили сплит-сингл.
В 2011 году группе исполнилось 20 лет, музыканты отыграли большой европейский тур со ставшим уже классическим составом. Были переизданы два первых альбома — In the Shadow of the Angel и Flowers for the Gathering и записанный вместе с Клиффордом альбом The Book of Days с огромным количеством раритетного аудио- и видеоматериала.
В январе 2012 года выходит первый сингл с новым материалом Where do I go from here? и самый первый концерт группы двадцатилетней давности под названием The awakening. Все деньги, вырученные с продаж этого бутлега пойдут в фонд неизлечимо больных детей Австралии.

## Звучание
Ikon на протяжении своего существования остаются верны традициям готик-рока, но на каждом новом альбоме наблюдаются различные эксперименты со звуком. Типичными для того или иного жанра можно назвать несколько альбомов — In the shadow of the angel (дарквейв), On the edge of forever и Love, hate and sorrow (готик-рок). Крис и Дино всегда хотели исполнять песни с живыми ударными, но постоянного барабанщика всё же не удалось найти, теперь группа использует драм-машину весьма необычным для неё образом — имитации акустической ритм-секции. На концертах их отличает максимально приближенный к студийному звук и почти полная автоматизация — вживую играются только гитарные партии.
Каждый участник привносил в звучание группы что-то своё. Майкл был более склонен к традиционному готик-року и пост-панку, и первые работы группы сильно напоминали Joy Division и Bauhaus, были пропитаны нигилизмом и мрачностью. Крису больше по душе фолк-рок, его песни менее депрессивные и более меланхоличные по настроению, в них часто фигурирует акустическая гитара. Бас-гитаре также отводится непоследняя роль, почти на всех записях Ikon бас отличает грязный вязкий звук и растянутые низкие ноты. До 1998 года синтезатор использовался как аккомпанирующий инструмент, а во многих песнях он играл почти ведущую роль, потом его стали использовать в основном для многочисленных электронных аранжировок. С приходом Клиффорда Энниса, игравшего в Subterfuge, настроение песен вновь стало агрессивным, а звук тяжёлым, свойственным Nightwish.
Также разделив жизнь Ikon на два периода — 1991—1997 и 1998-н.вр., можно заметить, что Майкл больше внимания уделял разнообразию музыкальной основы, нежели текстам.

## Дискография

### Официальная

#### Альбомы
1994 г. In the shadow of the angel

1996 г. Flowers for the gathering

1998 г. This quiet Earth

2001 г. On the edge of forever

2005 г. Destroying the world to save it

2009 г. Love, hate and sorrow

2014 г. Everyone, Everything, Everywhere Ends

#### Мини-альбомы
1994 г. The Echoes of silence EP

1995 г. Condemnation EP

1998 г. Ghost in my head

2004 г. Psychic vampire

2007 г. League of nations

2008 г. Amongst the runes

2011 г. Ikon & The victim’s ball: 12" split EP

#### Синглы
1992 г. Why

1995 г. In a lonely place

1996 г. Life without end

1998 г. Subversion

1999 г. Reality is lost 1999

1999 г. Lifeless

2000 г. The shallow sea

2001 г. Blue snow, red rain

2002 г. Afterlife

2003 г. Ceremony

2004 г. I never wanted you

2005 г. Rome

2005 г. Sanctuary

2008 г. Without shadows

2010 г. A line on a dark day

2010 г. Driftwood

2010 г. Torn apart

2012 г. Where do I go from here?

2012 г. Azkadelia

#### Компиляции
1997 г. The final experience

1999 г. Dawn of the Ikonoclast: 1991—1997

2003 г. From angels to ashes: 1994—2003

2007 г. The burden of history: the singles 1992—2007

2007 г. As time goes by: the original Ikon

### Неофициальная

#### Бутлеги
1994 г. Thank you very much. Goodnight

1995 г. Black radio

1999 г. Secrets within: a compilation retrospective

2000 г. The trial of destiny

2001 г. A tale from the darkside

2001 г. Out of balance, out of tune

2002 г. The tyranny of distance

2003 г. Black friday

2008 г. Boulevard of broken dreams, vol.I

2009 г. Boulevard of broken dreams, vol.II

2010 г. Echoe of an angel

2010 г. Friends of the dead

2010 г. Live in Dortmund

2011 г. Out of the dark

2012 г. The awakening

### Сайд-проекты
1996 г. Crimes of passion: Rites of burial

1997 г. Jerusalem syndrome: The book of days

1999 г. The seventh dawn: The age to an end shall come

2002 г. The redresser: Such is life

## Участники
Состав Ikon редко приобретал стабильность. Фронтменами коллектива остаются Крис и Дино, который всё же покидал группу для участия в Chiron. Некоторые ушедшие музыканты со временем вернулись.
|             | 1988-1991 (Death in the dark)    | 1991-1993                        | 1993-1997                        | 1998-1999                        | 1999-2000                        | 2000-2003                        | 2003-2006                        | 2006-2010                        | 2010-н.в.                        |
| Вокал       | Майкл Карродус                   | Майкл Карродус                   | Майкл Карродус                   | Крис МакКартер                   | Крис МакКартер                   | Крис МакКартер                   | Крис МакКартер                   | Крис МакКартер                   | Крис МакКартер                   |
| Гитара      | Крис МакКартер                   | Крис МакКартер                   | Крис МакКартер                   | Крис МакКартер                   | Крис МакКартер                   | Крис МакКартер                   | Крис МакКартер                   | Крис МакКартер                   | Крис МакКартер                   |
| Соло-гитара | —                                | —                                | Майкл Карродус (На концертах)    | —                                | Энтони Гриффитс                  | Энтони Гриффитс                  | Клиффорд Эннис                   | Энтони Корниш                    | Клиффорд Эннис                   |
| Бас         | Дино Молинаро                    | Дино Молинаро                    | Дино Молинаро                    | Дино Молинаро                    | Валериос Калокеринос             | Дино Молинаро                    | Дино Молинаро                    | Дино Молинаро                    | Дино Молинаро                    |
| Клавишные   | Крис МакКартер (Только в студии) | Крис МакКартер (Только в студии) | Крис МакКартер (Только в студии) | Крис МакКартер (Только в студии) | Крис МакКартер (Только в студии) | Крис МакКартер (Только в студии) | Крис МакКартер (Только в студии) | Крис МакКартер (Только в студии) | Крис МакКартер (Только в студии) |
| Ударные     | Сандро М.                        | Морис Молелла                    | —                                | —                                | Дэвид Бёрнс                      | Дэвид Бёрнс                      | —                                | —                                | Дэвид Бёрнс                      |